# 克萊默拉彗星

克萊默拉彗星（68P/Klemola）是一顆週期彗星，屬於木星族，由美國天文學家阿諾德·理查德·克萊默拉（Arnold Richard Klemola）於1965年在阿根廷耶魯-哥倫比亞南站發現。克萊默拉彗星的軌道周期為10.82年。
1976年8月6日，法國上普羅旺斯天文台的杰拉德·索斯（Gérard Sause）觀測到克萊默拉彗星回歸，亮度為12等。1987年2月16日，加利福尼亞州帕洛瑪天文台的 J. 吉布森（J. Gibson）使用1.5米望遠鏡成功拍攝克萊默拉彗星的影像。克萊默拉彗星看起來基本上是恆星狀，亮度微弱，僅為19等。
1997年3月29日，弗雷德·勞倫斯·惠普爾天文台的卡爾·威廉·赫根羅瑟（Carl William Hergenrother）再次觀測到它，克萊默拉彗星於1998年5月1日到達近日點。
2019年6月14日，克萊默拉彗星抵達衝日點，並於2019年11月9日抵達近日點。

## 外部連結
- Orbital simulation from JPL (Java) / Horizons Ephemeris （页面存档备份，存于）
- 68P/Klemola in Cometography （页面存档备份，存于）

| 週期彗星                           | 週期彗星     | 週期彗星                |
| ---------------------------------- | ------------ | ----------------------- |
| 前一顆彗星 丘留莫夫-格拉西緬科彗星 | 克萊默拉彗星 | 後一顆彗星 69P/泰勒彗星 |
| 週期彗星列表                       |              |                         |